# La Quiringucua, Guerrero
La Quiringucua är en ort i Mexiko.   Den ligger i kommunen Zirándaro och delstaten Guerrero, i den södra delen av landet, 230 km sydväst om huvudstaden Mexico City. La Quiringucua ligger 215 meter över havet och antalet invånare är 270.
Terrängen runt La Quiringucua är kuperad åt sydväst, men åt nordost är den platt. La Quiringucua ligger nere i en dal. Runt La Quiringucua är det glesbefolkat, med 11 invånare per kvadratkilometer. Närmaste större samhälle är Zirándaro, 12,2 km öster om La Quiringucua. I omgivningarna runt La Quiringucua växer huvudsakligen savannskog.